# 国際学生連盟
国際学生連盟（こくさいがくせいれんめい、国際学連（こくさいがくれん）、英：International Union of Students、IUS）は、1946年に結成された左翼系大学生の国際組織。本部はプラハ。冷戦開始以降に組織が共産化、親ソ共産主義組織となった。1950年に西欧諸国や反共産主義国などは、国際学生会議（ISC）を結成した。冷戦崩壊後に、共産主義系の組織を閉め出したものの、2011年時点で破産寸前の状態にある。

## 概要
本部はチェコのプラハ。1950年には、欧米の国際的な学生組織として国際学生会議（ISC）も結成されるが、ISCは1960年代後半に解散している。日本からは1959年に全日本学生自治会総連合が加盟している。1994年時点において、112の国・地域から155の学生組織が加盟していた。
結成後、長らくソビエト連邦政府や東欧各国政府から資金の大半を調達していたが、ソ連崩壊後は東欧の加盟組合や国際学生旅行局（ISTB）、国際学生証（ISIC）の収入に依存していた。しかし、東欧の加盟組合の消滅や国際学生旅行局の収入の減少により、資金難に陥った。
2000年のリビアで開催された最後の大会における執行部の報告によれば、財政的に破綻しているとのことである。2011年時点では、チェコ共和国においてオフィスビルの所有権をめぐっての訴訟に巻き込まれており、破産寸前の状態にある。

## 沿革
- 1946年8月：プラハ（ チェコスロバキア）で設立[3]。

## 大会
- 第11回（1974年）：ブダペスト（ ハンガリー）
- 第12回（1977年）：ソフィア（ ブルガリア）
- 第13回（1980年）：ベルリン（ 東ドイツ）
- 第14回（1984年）：ソフィア（ ブルガリア）
- 第15回（1987年）：ハバナ（ キューバ）
- 第16回（1992年）：ラルナカ（ キプロス）
- 第17回（2000年）：トリポリ（ リビア）これを最後の大会とする資料がある[2]
- 第18回（2003年）：モントリオール（ カナダ）[要出典]
- 第19回（2005年）：ヴィリニュス（ リトアニア）[要出典]

## 日本からの参加
日本からは1959年に全日本学生自治会総連合が加盟し、当初は全学連中央執行委員の石井保男がプラハの本部に常駐、副議長を選出するなど国際学連の有力メンバーであった。しかし安保闘争終結後に全学連の主導権を革マル派が握り、1959年再建された民青系全学連、1966年再建されたブント・社青同・中核派の「三派全学連」との三者で代表権をめぐる対立が生じた。
1968年、民青系全学連は「革マル派全学連は日本の学生運動を代表していない」と国際学連に問題を提起し、国際学連第9回大会で代表権問題が取り上げられ革マル派・三派の合同代表団と日共全学連代表団が激しく渡り合った。国際学連は「どの団体が代表権を持つかが不明」として同年調査団を日本に派遣した。1968年4月13日、民青系全学連（田熊和貴委員長）は自らが国際学連の唯一の正統加盟組織として認められたと発表し、8年にわたる代表権争いが終結した。
1987年の大会においては、全日本学生自治会総連合（民青系）から書記局に1名選出されている。